# ژان-کلود دریفوس
ژان کلود دریفوس (فرانسوی: Jean-Claude Dreyfus‎؛ زادهٔ ۱۸ فوریهٔ ۱۹۴۶) یک هنرپیشه اهل فرانسه است. وی از سال ۱۹۷۰ میلادی تاکنون مشغول فعالیت بوده‌است.
از فیلم‌ها یا برنامه‌های تلویزیونی که وی در آن نقش داشته است می‌توان به فیتزکارالدو، یکشنبه طولانی نامزدی، هر کس سینمای خودش، صدا، تمام صبح‌های جهان اشاره کرد.